# Теодор Елмазов
Теодор Аспарухов Елмазов е български актьор.

## Биография
Елмазов е роден на 7 юли 1960 г. в град Варна.
През 1987 г. завърщва ВИТИЗ „Кръстьо Сарафов“ със специалност „Актьорско майсторство за куклен театър“ в класа на доцент Богдан Сърчаджиев.
Работи в театрите в Габрово, Димитровград и Сливен.
През 1995 г. започва да играе в Народния театър „Иван Вазов“. Сред по-известните му роли там са Диди във „Вълшебна нощ“, Свирката в „Сън в лятна нощ“, Тринкуло в „Бурята“, Кривата гуша в „На дъното“ и други.
От юли 2019 г. е в трупата на Държавен сатиричен театър „Алеко Константинов“. Снима се и в игрални филми.

## Филмография
- Пътят на честта (2021) – Адвокат Денев
- All Inclusive (2020) – Експерт 1
- Полицаите от края на града (2018) – Данчо садиста
- Летовници (2016) – поп
- Terra X: Deutschlands Städte (2015) – партиен комунистически активист
- Столичани в повече (2013) – детектив
- Пистолет, куфар и три смърдящи варела (2012) - Беланов
- Седем часа разлика (2011) – прокурор Къртев
- Английският съсед (2010), реж. Дочо Боджаков
- Клиника на третия етаж (тв сериал, 2010) – бащата (в 1 серия: XXXIII)
- Хъшове (2009) реж. Александър Морфов
- А днес накъде? (2007), реж. Рангел Вълчанов
- Magna Aura (2006), реж. Ирина Попов
- Joe Petrosino (2005) – Алфредо Перети
- Патриархат (7-сер. тв, 2005), реж. Дочо Боджаков – Фелисовата
- Леден сън (2005) - д-р Елмазов
- Легенда за белия глиган (2004) – физкултурникът Пончев
- Sacco e Vanzetti (2004), реж. Фабрицио Коста – свидетел
- Chinese wife (2004), реж. Антонело Гурималди – доктор
- Meucci (2004), реж. Фабрицио Коста
- Ганьо Балкански се завърна от Европа (4-сер. тв, 2004, реж. Иван Ничев) – секретар (в 3 серии: II, III и IV; като Тео Елмазов)
- Резерват за розови пеликани (2003) – физкултурникът Пончев
- Хълмът на боровинките (2002), реж. Александър Морфов – полицай
- Алеф (2001), реж. Джани Лепре
- Търси се екстрасенс (тв, 2001) – началник РПУ
- Разбойници-коледари, 6 серии – Тубата
- Тувалу (1998) реж. Файт Хелмер
- Коледни апаши (тв, 1994)
- А сега накъде? (1987), реж. Рангел Вълчанов – Дългуна

## Работа в телевизията
- Клуб НЛО – тв шоу, БНТ
- Огледалната стая (1999 – 2004) – тв поредица, БНТ – водещ
- Палавници (1999 – 2005) – тв състезание, БНТ – коментатор
- Гугулиада (2000 – 2001) – тв сериал, „Лека нощ, деца“, БНТ – приказник
- Джунглата разказва (2001 – 2002) – тв сериал, „Лека нощ, деца“, БНТ – разказвач
- Ние, врабчетата (2001)
- Особености на националния туризъм (2007 – 2008) туристическо предаване, БНТ, водещ
- Музика, музика (2017) музикално развлекателно предаване БНТ 2

## Телевизионен театър
- „Зелен таралеж“ (1996) (Йордан Радичков) - мюзикъл

## Участие в реклами
- Рекламно лице на бира „Ариана“ (1999 – 2001)
  - 1. Океан от бира
  - 2. Камион
  - 3. Искам да съм известен
- TV advertisement-50' „That's Swiss Post too“ (2014)

## Кариера на озвучаващ актьор
Елмазов озвучава в синхронните дублажи на Александра Аудио от 2000 до 2013 г.
| Година | Филми/Сериали                             | Роли                 |
| ------ | ----------------------------------------- | -------------------- |
| 2000   | Мулан                                     | Мушу                 |
| 2000   | Пинокио (филм, 1940)                      | Джимини              |
| 2002   | Таласъми ООД                              | Майк Вазовски        |
| 2003   | Клуб Маус                                 | Мушу и Джимини       |
| 2003   | Ледена епоха                              | Додо                 |
| 2004   | Алиса в Страната на чудесата (филм, 1951) | Туидълдъм и Туидълди |
| 2005   | Роботи                                    | Тим                  |
| 2005   | Лейди и Скитника                          | Даки                 |
| 2005   | Лило и Стич                               | Плийкли              |
| 2009   | Чаудър                                    | Допълнителни гласове |
| 2013   | Университет за таласъми                   | Майк Вазовски        |